# Абрамова, Надежда Александровна
Наде́жда Алекса́ндровна Абра́мова, в замужестве (после 1945) Теодоро́вич (бел. Надзея Аляксандраўна Абрамава (Тэадаровіч); 30 апреля 1907, Минская губерния — 18 февраля 1979, Мюнхен) — сотрудничавший с нацистами белорусский политик-националист, создатель Союза белорусской молодёжи, участник Русского апостолата в Зарубежье, советолог, антикоммунист.

## Биография
Училась на вечерних курсах Минского педагогического института. Окончила Белорусский медицинский институт. Работала в психиатрической клинике университета.
Во время немецкой оккупации сочетала врачебную практику с общественной деятельностью, с середины 1942 года возглавляла реферат опеки над детьми в Белорусской народной самопомощи.
В 1942 году, в годы немецкой оккупации, подпольно создала Союз белорусской молодёжи, который был легализован оккупационными властями в 1943 году. 22 июня 1943 года назначена одним из руководителей Союза белорусской молодёжи, организовывала курсы для кандидаток на руководителей, на которых выступала с докладами об охране здоровья, принципах морали, организационных задачах. Была постоянным сотрудником редакции журнала «Жыве Беларусь!». В 1943 году назначена членом Совета доверия.
Участница Второго Всебелорусского конгресса (27 июня 1944).
Летом 1944 года бежала в Германию, работала в восстановленном управленческом штабе Союза белорусской молодёжи в Тропау. Издавала бюллетень «Учебный листок», координировала работу руководителей в девичьих лагерях.
15 сентября 1944 года кооптирована в состав Белорусской центральной рады в Берлине.
После войны некоторое время скрывалась в монастыре. Затем работала в Мюнхенском институте изучения СССР, занималась вопросами религии и атеизма.
Активного участия в общественной жизни белорусской эмиграции не принимала, хотя и считалась связанной с Белорусской центральной радой и избиралась делегатом её пленумов. Воспоминаний о своей деятельности не оставила.
Перейдя в католичество, была активной прихожанкой русского католического прихода византийского обряда Св. Николая в Мюнхене. Сотрудничала с Ириной Посновой, была секретарём Съезда русских католиков в Риме в 1950 году.
Умерла 18 февраля 1979 в Мюнхене.